# Sauber C32
El Sauber C32 es un automóvil monoplaza construido por Sauber para competir en la temporada 2013 de F1. Lo conducen los pilotos oficiales de la escudería, Nico Hülkenberg y Esteban Gutiérrez.
El 3 de diciembre de 2012, Peter Sauber informó que el sucesor del Sauber C31 será presentado el 5 de febrero de 2013 en Jerez de la Frontera. Como las normas técnicas de la siguiente temporada serán muy similares a las del 2012, el equipo Sauber tenía la confianza de que el Sauber C32 sería un monoplaza muy competitivo.
El Sauber C32 pasa todos los crash test de la FIA y está listo para 2013. El 12 de diciembre de 2012, el equipo suizo anunció en su cuenta oficial de Twitter que el C32 ya está listo para el año que viene: "El chasis del C32 y las estructuras de seguridad han superado los test de la FIA. Así que ya está totalmente homologado y listo para los test invernales".

## Presentación
El C32 fue presentado el 3 de febrero en la sede del equipo, con la presencia de los pilotos Nico Hülkenberg, Esteban Gutiérrez y Robin Frijns, de la jefa de equipo Monisha Kaltenborn y del dueño del equipo Peter Sauber. El nuevo monoplaza destacaba por unos pontones muy estrechos y por el cambio de colores, pasando a estar casi completamente pintado de gris oscuro.

## Resumen de la temporada
En su primera competencia oficial con el equipo Sauber, Nico Hülkenberg no pudo iniciar el GP de Australia debido a una falla en el sistema de combustible, durante la calificación pasó a la Q2 y quedó en el undécimo puesto pero por seguridad el equipo suizo retiro el monoplaza del alemán. Por otra parte, en su debut el Gran Circo, Esteban Gutiérrez califica en el puesto 18 y concluye 13°, además se ubicó como el mejor novato.
En la calificación del GP de Malasia Nico y Esteban pasan a la Q2 y quedan en los puestos 12 y 14 de la parrilla de salida respectivamente. Gran carrera de Hülkenberg, que avanza 4 lugares y concluye la prueba en 8° lugar para los primeros puntos de Sauber en la temporada, mientras que Gutiérrez avanza dos posiciones y queda 12°, por momentos acarició el top ten, pero un cambio de neumáticos casi al final de la justa lo dejan fuera de los puntos.
En la quinta carrera del año, el GP de España, ambos pilotos pasaron a la Q2. Hülkenberg inició en el puesto 15 de la parrilla y finalizó en la misma posición, mientras que Gutiérrez calificó en el 16° puesto, pero una penalización lo mandó a la casilla 19 y concluyó en el undécimo, pero como nota sobresaliente el mexicano implantó la vuelta rápida con un tiempo de 1:26.217 a un promedio de 194.370 km/h (120.776 mph).
A partir de la pausa veraniega, con las mejoras introducidas en Hungría, el equipo consiguió mejorar las prestaciones del C32, haciéndolo un coche más equilibrado y entendiendo su comportamiento. Así, en Monza, Hülkenberg clasificó en una excelente 3ª posición y terminó 5º en carrera.
En el GP de Japón por primera vez en la temporada ambos Sauber C32 terminan en los puntos, Hülkenberg en 6° y Gutiérrez en 7°, quien finalmente suma sus primeros puntos en su joven carrera en la F1, siendo hasta ese momento en el único novato del 2013 en hacerlo. El desempeño de Guti fue notable porque arrancó en el puesto 14 de la parrilla y contuvo los embates infructuosos de un aguerrido Nico Rosberg durante las últimas 10 vueltas pero que tuvo que conformarse con la octava posición a escasas 4 décimas del mexicano.

## Resultados
(Clave) (negrita indica pole position) (cursiva indica vuelta rápida)
| Año  | Motor              | Neu. | N.º | Pilotos           | 1   | 2   | 3   | 4   | 5   | 6   | 7   | 8   | 9   | 10  | 11  | 12  | 13  | 14  | 15  | 16  | 17  | 18  | 19  | Puntos | Pos. |
| ---- | ------------------ | ---- | --- | ----------------- | --- | --- | --- | --- | --- | --- | --- | --- | --- | --- | --- | --- | --- | --- | --- | --- | --- | --- | --- | ------ | ---- |
| 2013 | Ferrari 056 2.4 V8 | P    |     |                   | AUS | MYS | CHN | BHR | ESP | MON | CAN | GBR | GER | HUN | BEL | ITA | SIN | RCO | JPN | IND | ABU | USA | BRA | 53     | 7º   |
| 2013 | Ferrari 056 2.4 V8 | P    | 11  | Nico Hülkenberg   | DNS | 8   | 10  | 12  | 15  | 11  | Ret | 10  | 10  | 11  | 13  | 5   | 9   | 4   | 6   | 19≠ | 14  | 6   | 8   | 53     | 7º   |
| 2013 | Ferrari 056 2.4 V8 | P    | 12  | Esteban Gutiérrez | 13  | 12  | Ret | 18  | 11  | 13  | 20≠ | 14  | 14  | Ret | 14  | 13  | 12  | 11  | 7   | 15  | 13  | 14  | 12  | 53     | 7º   |